# Diego Ochoa (ciclista)
Diego Antonio Ochoa Camargo (Paipa, Boyacá, 5 de junio de 1993) es un ciclista profesional colombiano de pista y ruta. Actualmente corre para el equipo colombiano EPM-Scott de categoría amateur.

## Palmarés en pista
2016
- Campeonato de Colombia de Pista
  -  Plata en Persecución por equipos

2017
- Campeonato de Colombia de Pista
  -  Bronce en Persecución individual
  -  Bronce en Persecución por equipos
  -  Oro en Carrera por puntos

2018
- Campeonato de Colombia de Pista
  -  Plata en Persecución por equipos (junto con Miguel Flórez, Yeison Chaparro, Javier Gómez)

## Palmarés en ruta
2011
- 1 etapa de la Vuelta del Porvenir de Colombia[1]

2012
- Vuelta a Segovia[2]

2014
- 1 etapa de la Vuelta a México
- Campeonato de Colombia en Ruta Sub-23
- 1 etapa del Giro del Valle de Aosta

2016
- 1 etapa de la Vuelta Independencia Nacional

2017
- 1 etapa de la Clásica de El Carmen de Viboral
- 2 etapas de la Vuelta a Boyacá

2018
- Clásica de Marinilla
- 3.º en el Campeonato de Colombia en Ruta
- 1 etapa de la Vuelta a Colombia

## Equipos
- 4-72 Colombia (2013-2014)
- Movistar Team América (2015)
- Boyacá Raza de Campeones (2016)
- EPM (2017-2018)
- Manzana Postobón Team[3] (01.2019-05.2019)